# The Bloodline
The Bloodline (El Linaje en español, también conocido como MFT, abreviación de My Family Tree) es un stable heel de lucha libre profesional de la empresa WWE en la marca SmackDown. Actualmente está formado por Solo Sikoa, Tama Tonga, Tonga Loa, JC Mateo y Talla Tonga. Originalmente, el grupo estuvo conformado por Roman Reigns y The Usos (Jey Uso & Jimmy Uso).

## Historia

### WWE

#### Reuniones ocasionales (2015-2016)
Después de su separación de The Shield y su posterior carrera individual, Reigns ocasionalmente unía fuerzas con The Usos en numerosos combates por equipos, y The Usos también ocasionalmente se involucraba en las peleas de Reigns en apoyo de su primo. El trío se unió por primera vez el 2 de noviembre de 2015 en el episodio de Raw, donde se unieron a Ryback y Dean Ambrose en una lucha eliminatoria de Survivor Series contra Seth Rollins, Kevin Owens y The New Day (Kofi Kingston, Big E & Xavier Woods), en la que el equipo de Reigns salió victorioso.
El 2 de mayo de 2016 en Raw, The Usos se involucraron en la rivalidad de Reigns con AJ Styles, ya que el dúo había estado luchando con los aliados de Styles, Luke Gallows y Karl Anderson en ese momento, con The Usos y Reigns enfrentándose a Styles. Gallows y Anderson en una lucha por equipos de seis hombres. Después de que Styles, Anderson y Gallows ganaran el combate, Anderson y Gallows querían que Styles golpeara a Reigns con una silla, pero Styles se negó. Cuando The Usos atacaron a Styles por detrás con una silla, Styles respondió con la silla. Al final, Reigns superó a Styles en la mesa de retransmisiones. En Extreme Rules, los Usos fueron derrotados por Gallows y Anderson en una lucha por equipos. Más tarde esa misma noche, después de que Gallows y Anderson interfirieran en la lucha por el Campeonato Mundial Peso Pesado de WWE entre Reigns y Styles, The Usos interfirieron para ayudar a Reigns, lo que finalmente permitió a Reigns retener el título.
El 14 de mayo de 2019 en el episodio de SmackDown, los Usos ayudaron a Reigns de un ataque de Elias, Shane McMahon, Daniel Bryan y Rowan, y luego perdieron contra ellos en una lucha de handicap. El 3 de junio en Raw, The Usos salvaron a Reigns de un ataque de Drew McIntyre y The Revival (Dash Wilder & Scott Dawson), pero perdieron ante ellos en una lucha por equipos. El 3 de enero de 2020 en SmackDown, The Usos regresó con una nueva apariencia de cabello corto, ayudando a Reigns de un ataque de King Corbin y Dolph Ziggler. El 31 de enero en SmackDown, Reigns y The Usos derrotaron a King Corbin, Dolph Ziggler y Robert Roode en una lucha por equipos de seis hombres para poner fin a su rivalidad. Jimmy sufrió una lesión legítima en la rodilla durante el combate en WrestleMania 36, lo que lo dejó fuera de la acción en el ring por tiempo indefinido.

#### Formación (2020-2022)
El 4 de septiembre en SmackDown, después de que Big E fuera atacado y herido en la historia, Jey tomó el lugar de Big E en un combate contra Matt Riddle, King Corbin y Sheamus, donde el ganador obtendría un combate por el Campeonato Universal en Clash of Champions contra Roman Reigns, quien se había vuelto heel recientemente y se alineó con Paul Heyman. Jey ganó al inmovilizar a Riddle para ganar la primera oportunidad de campeonato individual de su carrera. En Clash of Champions, Jey perdió ante Reigns por nocaut técnico, cuando Jimmy bajó y le tiró una toalla blanca. Jey recibió otra oportunidad por el título contra Reigns en un combate Hell in a Cell "I Quit" en el evento del mismo nombre con la estipulación adicional de que si Jey perdía, tendría que seguir las órdenes de Reigns o ser expulsado de su familia. En el evento Hell in a Cell, Jey volvió a perder después de que Reigns atacara al herido Jimmy y lo obligara a decir "I Quit" para salvar a su hermano.
El 30 de octubre en SmackDown, Jey derrotó a Daniel Bryan para calificar para el Team SmackDown en Survivor Series. Después del combate, Jey atacó a Bryan a petición de Reigns, cambiando a heel y alineándose con Reigns y posteriormente se hizo conocido como el "mano derecha" de Reigns y también recibió el apodo de "Main Event Jey Uso".
El 21 de febrero de 2021 en Elimination Chamber, Jey compitió en el combate homónimo del evento, donde el ganador recibiría una oportunidad por el Campeonato Universal con Reigns esa misma noche. Fue la última persona eliminada por el ganador Daniel Bryan. En la edición especial de WrestleMania de SmackDown del 9 de abril, Jey ganó el André the Giant Memorial Battle Royal al eliminar por última vez a Shinsuke Nakamura. Esto marcó el primer galardón más importantes de Jey en WWE.
Posterior a ello, The Usos derrotaron a Rey y Dominik Mysterio, ganando los Campeonatos de Parejas de SmackDown.
El 17 de diciembre de 2021, Roman Reigns y The Usos sacaron del equipo a Paul Heyman, alegando conspiración con Brock Lesnar, despidiendo de mánager y atacándolo.
El 31 de diciembre de 2021, Reigns dio positivo por COVID-19, dejándolo fuera de WWE Day 1. Posterior a ello, en Royal Rumble, Paul Heyman se reincorporó al equipo después de que Reigns atacara a Lesnar durante su lucha contra Bobby Lashley, misma en la cual Lesnar perderia el título ante Lashley. 
En Elimination Chamber, Roman defendío su título universal ante Goldberg, mientras que The Usos no llevarian a cabo su defensa titular tras atacar a The Viking Raiders antes de su lucha
En la noche 2 WrestleMania 38, Reigns y Lesnar se enfrentaron en una lucha de unificación de campeonatos, donde ganaría Reigns, conviritiendolo en Campeón Indiscutible Universal de WWE. mientras que The Usos retendrian sus títulos en la primera noche de WrestleMania ante Rick Boggs y Shinsuke Nakamura
Posterior a ello, Bloodline se enfrentaria en WrestleMania Backlash contra Drew McIntyre y RK-Bro (Randy Orton y Riddle), ganando, dando paso a una rivalidad entre The Usos y RK-Bro, donde se enfrentarían para unificar los títulos de parejas. Dicha lucha se llevaria en la edición de SmackDown del 20 de mayo, donde The Usos derrotarian a RK-Bro debido a una interferencia de Roman Reigns, unificando los campeonatos de parejas en el proceso.
Poco tiempo después y tras semanas de estarlo pidiendo a The Usos y al mismo Paul Heyman, y después de múltiples colaboraciones con los mismos y ayudarles en sus feudos Sami Zayn fue aceptado por el mismo Roman Reigns como aliado y miembro honorario del stable para hacerle frente al mismo Drew McIntyre.
A principios de septiembre, en Clash At The Castle, el hermano menor de The Usos, Solo Sikoa, debutó en el evento principal del mismo ayudando a su primo en la vida real, Roman Reigns, a retener el Campeonato Universal Indiscutible de WWE ante Drew McIntyre. Una semana después, Sikoa fue ascendido a SmackDown para ser conocido como el nuevo miembro de la facción, siendo presentado por Zayn y The Usos. Su bienvenida fue interrumpida por McIntyre, quien le criticó por ser el causante de evitar que ganara el campeonato y fue retado por este a una lucha individual esa misma noche. Sin embargo, fue derrotado por descalificación luego de que Karrion Kross atacara a McIntyre en su lucha de debut. Una semana después, Sikoa derrotó a Carmelo Hayes para ganar el NXT North American Championship en el episodio del 13 de septiembre en NXT, llevando el campeonato a SmackDown y haciendo que la facción tuviera cinco campeonatos (a excepción de Zayn). Sin embargo, en el episodio del 20 de septiembre, Sikoa fue despojado del título por Shawn Michaels luego de que este dijera que no estaba programado para enfrentarse ante Hayes por el campeonato, obligandolo a renunciar al mismo.
El 26 de noviembre se presentaron en Survivor Series WarGames para la lucha tradicional 5 vs 5 pero esta vez bajo la estipulación de War Games en donde los integrantes del linaje se enfrentaría a Drew McIntyre, Kevin Owens, Butch, Ridge Holland y Sheamus con la desventaja en contra comenzando la acción dos integrantes del equipo contrario, una vez iniciado oficialmente el combate la acción estuvo rondando la posible alianza entre Zayn y Owens y la desconfianza del linaje contra Sami hasta que después de múltiples salvaciones que este hizo a los miembros del linaje y sobre todo a Roman, después de que este golpeara con un golpe bajo y un Helluva Kick dejó que Jey lo finiquitara con una plancha para así ganar los juegos de guerra 2022 y de paso ganarse por fin la tan anhelada confianza de Jey Uso.
2023-presente
Después de perder ante Owens y el regreso de John Cena en el SmackDown final de 2022, el linaje comenzó una pelea con Owens, quien más tarde desafiaría a Reigns por el Campeonato Universal Indiscutible de WWE en el Royal Rumble. Mientras tanto, The Usos, Sikoa y Zayn habían estado invadiendo Raw en las últimas semanas, lo que llevó a Adam Pearce a ordenar a The Usos que defendieran el Campeonato de Parejas de Raw contra The Judgment Day, quien había ganado la oportunidad del campeonato en una lucha de parejas en el evento. Edición de Raw del 9 de enero de 2023, en Raw Is XXX el 23 de enero de 2023. The Usos defendieron con éxito su campeonato en el evento a pesar de la lesión de Jimmy Uso, con Sami Zayn tomando el lugar de Jimmy. Al mismo tiempo, a medida que las relaciones entre The Bloodline y Zayn comenzaron a deteriorarse lentamente en las últimas semanas, Reigns cuestionó la lealtad de Zayn, lo que también llevó al juicio por el mismo episodio conocido por el juicio tribal. Paul Heyman tomó el papel de fiscal alegando que Zayn no era apto para permanecer en el linaje debido a su pasado con Owens. posteriormente reings ordena a Solo Sikoa (quien tenia el papel del ejecutor) acabar con Sami Zayn aplicándole un Samoan Spike, pero jey uso decide intervenir tomando el papel de defensor. teniendo como evidencia todas las ocasiones que Zayn ayudo al linaje, siendo declarado inocente por el momento ya que reings sentencio que su prueba final para probar si era leal al linaje se daría en evento Royal Rumble. En dicho evento Zayn junto con Paul Heyman acompañaron a Reings durante dicha lucha, en donde Reigns retuvo el Campeonato Universal Indiscutible de WWE contra Owens y procedió a que el resto del linaje lo golpeara más después del combate, pero Zayn se negó a unirse a la paliza y finalmente golpeó a Reigns con una silla, lo que provocó que el resto del linaje atacaran salvajemente a Zayn, desterrándolo del grupo. Sin embargo, Jey se negó a atacar a Zayn y solamente se alejó a mitad de camino abandonado de paso al linaje.
Poco tiempo después se fue confirmando que jey ya no tenía ni quería nada que ver con el linaje confirmándolo por redes sociales y aclaro que solo le era fiel a su hermano Jimmy y siendo un aliado para Sami. El 27 de marzo de 2023 en WrestleMania Raw Solo Sikoa perdió su invicto contra Cody Rhodes en el evento principal de la velada, el 31 de marzo en el kic-koff de Wrestlemania llevada a cabo en un Smackdown tuvieron su último careo, finalmente en la noche del 1 de abril en el evento principal de la noche 1 de Wrestlemania 39 The Usos perdieron sus campeonatos en parejas ante Kevin Owens y Sami Zayn.
En Night of Champions 2023 realizado en Arabia Saudita Roman y Solo Se Enfrentaron a Kevin Owens y Sami Zayn Por los Campeonatos Indiscutibles En Pareja Siendo Este finalizado luego de la intervención de los Usos Cuando Estos Entraron Para Apoyar al linaje Enterrando a Owens En la mesa De Comentaristas Para Después Atacar a Sami para Después Sami Esquivar Un Ataque de los Usos Recibiendo el daño Solo Sikoa Para Después ser confrontados por Roman ante la situación acabada de suceder Jimmy se cansó del trato que recibian por parte de Roman atacándolo y llevándose a su hermano Jey con el con esto costándole el combate a Reigns y Sikoa y de paso abandonando el Stable.
El 9 de junio en SmackDown, Paul Heyman le consiguió a Jey Uso un combate por el Campeonato de los Estados Unidos ante Austin Theory, con el objetivo de que dejara a Jimmy y se uniera a ellos. En mitad del combate, Pretty Deadly interfirieron a favor de Theory, lo que provocó la aparición de Jimmy para ayudar a su hermano. Ante la aparición de Jimmy, Solo Sikoa apareció para atacar a este último, lo que provocó que Jimmy golpeara a Jey con un «Superkick» accidentalmente haciéndole perder el combate.
En el programa del 16 de junio, Jey debía elegir entre Jimmy y The Bloodline, y eligió irse con Jimmy, atacando ambos a Reigns y Sikoa con un «Double Superkick».

## Miembros

#### Miembros actuales
| Nombre     | Tiempo                           | Notas |
| ---------- | -------------------------------- | ----- |
| Solo Sikoa | 3 de septiembre de 2022-presente | líder |
| Tanga Loa  | 4 de mayo de 2024-presente       |       |
| Tama Tonga | 12 de abril de 2024-presente     |       |
| JC Mateo   | 10 de mayo de 2025-presente      |       |
| Tala Tonga | 28 de junio de 2025-presente     |       |

#### Miembros antiguos
| Nombre       | Tiempo                                     | Notas                                                                                         |
| ------------ | ------------------------------------------ | --------------------------------------------------------------------------------------------- |
| Roman Reigns | 2 de noviembre de 2015-5 de julio de 2024  | Jefe Tribal                                                                                   |
| Jey Uso      | 2 de noviembre de 2015-16 de junio de 2023 | Abandono el grupo tras atacar a Román Reigns junto a su hermano Jimmy Uso                     |
| Jimmy Uso    | 2 de noviembre de 2015-12 de abril de 2024 | Fue atacado por Solo Sikoa y Tama Tonga, expulsandolo del grupo                               |
| Paul Heyman  | 9 de julio de 2021-28 de junio de 2024     | Abandonó el stable luego de traicionar a Roman Reings en Westremania 41                       |
| Sami Zayn    | 27 de mayo de 2022-28 de enero de 2023     | Abandono el grupo luego de atacar a Román Reigns en Royal Rumble 2023                         |
| Jacob Fatu   | 21 de junio de 2024-7 de junio de 2025     | Ejecutor, abandono el stable luego de traicionar a Sikoa en Money in the Bank 2025            |
| The Rock     | 16 de febrero de 2024-8 de abril de 2024   | Denominado el «Jefe Final». Reconoció a Román Reigns como su Jefe Tribal, uniéndose al stable |

## Campeonatos y logros
- WWE
  - Undisputed WWE Universal Championship (1 vez) – Roman Reigns (WWE Championship (4 veces)[16] y WWE Universal Championship (2 veces)[17]defendidos juntos desde el 3 de abril de 2022 en WrestleMania 38 hasta el 2 de junio de 2023 en SmackDown, cuando se unificaron ambos campeonatos.
  - WWE United States Championship (3 veces, actual) — Roman Reigns (1 vez), Jacob Fatu (1 vez), Solo Sikoa (1 vez, actual)
  - WWE Intercontinental Championship (2 veces) — Roman Reigns - Jey Uso
  - Undisputed WWE Tag Team Championship (1 vez) – The Usos (Raw Tag Team Championship (3 veces)[18] y SmackDown Tag Team Championship (5 veces)[19] defendidos juntos desde el 20 de mayo de 2022 en SmackDown hasta el 1 de abril de 2023 en WrestleMania 39)
  - WWE Tag Team Championship (1 vez) — Jacob Fatu (1) & Tama Tonga (1)/Tonga Loa (1)
  - World Heavyweight Championship (1 vez) — Jey Uso
  - Men's Royal Rumble (2025) — Jey Uso
  - André the Giant Memorial Battle Royal (2021) – Jey Uso[14]
  - Hall of Fame (2024) - Paul Heyman
  - Elimination Chamber (2018) Roman Reigns
  - NXT North American Championship (1 vez) - Solo Sikoa[20]
- CBS Sports
  - Feudo del año (2020) – Roman Reigns vs. Jey Uso[21]
- ESPN
  - Mejor historia del año (2022) – The Bloodline and Sami Zayn[22]
- Sports Illustrated
  - Luchador del año (2021) – Roman Reigns[23]